# Bydgoszcz
Bydgoszcz (tysk: Bromberg) er en by i det nordlige Polen med 359.428(2013) indbyggere, hovedstad i voivodskabet kujawsko-pomorskie. Bydgoszcz har et areal på 174.57 km2 og ligger ved floden Brda.
Den ottende største by i Polen, den tredjestørste by i det nordlige Polen (efter Gdańsk og Stettin), den største by i den historiske Kujawy-region, den tidligere kongelige by af kronen af Polen.

## Historie
Byen blev grundlagt i det 11. århundrede. I 1346 gav kong Kasimir 3. af Polen byrettigheder. Bydgoszcz var den kongelige by af den polske krone. Bydgoszcz i det 16. århundrede var et af de største korn handelscentre i Polen. I 1594 blev der etableret en mynte i Bydgoszcz, hvor der i 1621 blev skabt en af de største guldmønter i europæisk historie.
I "dødsdalen" (polsk: Dolina Śmierci), udenfor Bydgoszcz, foregik et nazistisk massemord på 5.000 – 6.600 polakker og jøder i oktober og november 1939. Hovedkræfterne var lokale tyske Einsatzgruppen og SS. Mordene var en del af Intelligenzaktion i Pommern, der sigtede på at udrydde de polske intellektuelle i Reichsgau Danzig-West Preussen, som blandt andet omfattede den tidligere "polske korridor". Massemordet var en del af folkedrabet Operation Tannenberg, der gennemførtes i det besatte Polen.

## Sport
De mest populære sportsklubber i byen er Polonia Bydgoszcz (speedway og fodbold), Zawisza Bydgoszcz (fodbold) og Chemik Bydgoszcz (volleyball).
Bydgoszcz var en af værtsbyerne i Europamesterskabet i basketball 2009 for mænd, Europamesterskabet i volleyball 2009 for kvinder, Europamesterskabet i basketball 2011 for kvinder og Verdensmesterskab i volleyball 2014 for mænd.

## Galleri
- Floden Brda i det historiske centrum
- Gamle bydel
- Hus facader i den gamle bydel
- Hotel Pod Orłem
- Gamle kanal
- Bibliotek
- Centrum
- Katedral (gotisk)
- Monument til den polske konge Kasimir 3. af Polen
- Fødselsstedet for den polske kryptolog Marian Rejewski
- Copernicanum
- Kornkammer